# Megalechis

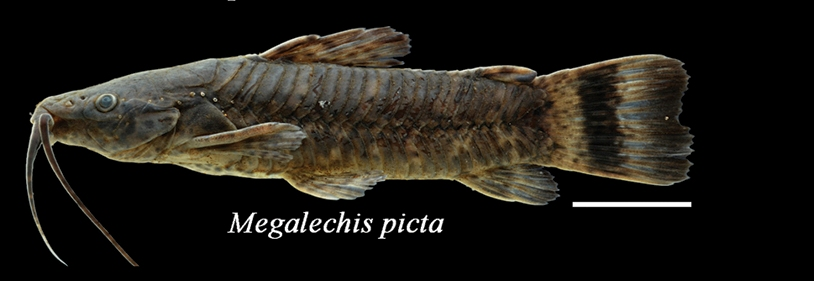
Megalechis picta

Megalechis là một chi cá da trơn nước ngọt thuộc phân họ Callichthyinae trong họ Callichthyidae.
Megalechis được ghép từ 2 âm tiết trong tiếng Hy Lạp: megas ("to lớn") và lekis ("tấm, bản") - ám chỉ đến phần ngạnh lớn ở ức cá đực đã trưởng thành.

## Phân loại
Một sự thay đổi trong danh pháp đồng nghĩa đối với các loài trong chi Megalechis xảy ra vào năm 2005. Theo đó, tên của loài M. thoracata vẫn hợp lệ, nhưng lại lấy đặt cho loài trước đây được gọi là M. personata, trở thành một danh pháp đồng nghĩa mới của M. thoracata. Mặt khác, loài trước đây được gọi là M. thoracata thì bây giờ được gọi là M. picta.
Hai loài được xác định của chi Megalechis là Megalechis picta (J. P. Müller & Troschel, 1849) và Megalechis thoracata (Valenciennes, 1840).

## Phân bố
Cả hai loài của chi Megalechis đều được phân bố ở phía đông của dãy Andes thuộc phần phía bắc Nam Mỹ, bao gồm sông Amazon và Orinoco, cũng như các mương rãnh ven biển của Guyana.

## Mô tả
M. thoracata được phân biệt với M. picta qua vây lưng ngắn; vây hậu môn có 6 vây tia thay vì 4 hoặc 5; có một dải chấm hoặc màu sẫm ở gốc các vây tia của vây đuôi so với vây đuôi có dải màu sẫm nằm ngang. Megalechis phát triển đến độ dài khoảng 12 – 15 cm. Megalechis có thể thở trên cạn khi di chuyển để tránh hạn hán và quay trở lại suối khi mùa mưa đến.
Cá đực trưởng thành có một ngạnh vây ngực rất phát triển, như của Hoplosternum littorale. Cá đực M. thoracata thường lớn hơn so với cá mái.